# 朗聂
朗聂（？—1970年3月28日），柬埔寨政治人物。他是朗诺的弟弟。
朗聂为法属印度支那殖民官员朗欣（Lon Hin）的幼子。他在交趾支那的西贡（今越南胡志明市）接受教育，后来与其兄弟朗诺、朗农一样，受雇于安全部门。他后来成为磅湛省Memot的一个警务长官。
1970年，朗诺趁西哈努克出过访问之机发动政变，推翻君主制，建立高棉共和国。磅湛省发生暴乱，朗诺派朗聂前去稳定局势。他在Tonle Bet遭到亲西哈努克的工人围攻，在市场上被活活打死。相传暴徒们割下了朗聂的肝，将其带到一家中国餐馆中切成一片一片下厨。这使朗诺非常震怒，随即派兵镇压了叛乱，杀死数百人。